# Клинический анализ мочи
Общий ана́лиз мочи́ — лабораторное исследование мочи, проводимое для нужд медицинской  практики, как правило, с диагностической целью. Включает органолептическое, физико-химическое и биохимическое исследования, а также микробиологическое исследование и микроскопическое изучение мочевого осадка. Анализ может определять физические свойства мочи, наличие растворённых веществ, клеток, цилиндров, кристаллов, микроорганизмов и твёрдых частиц.

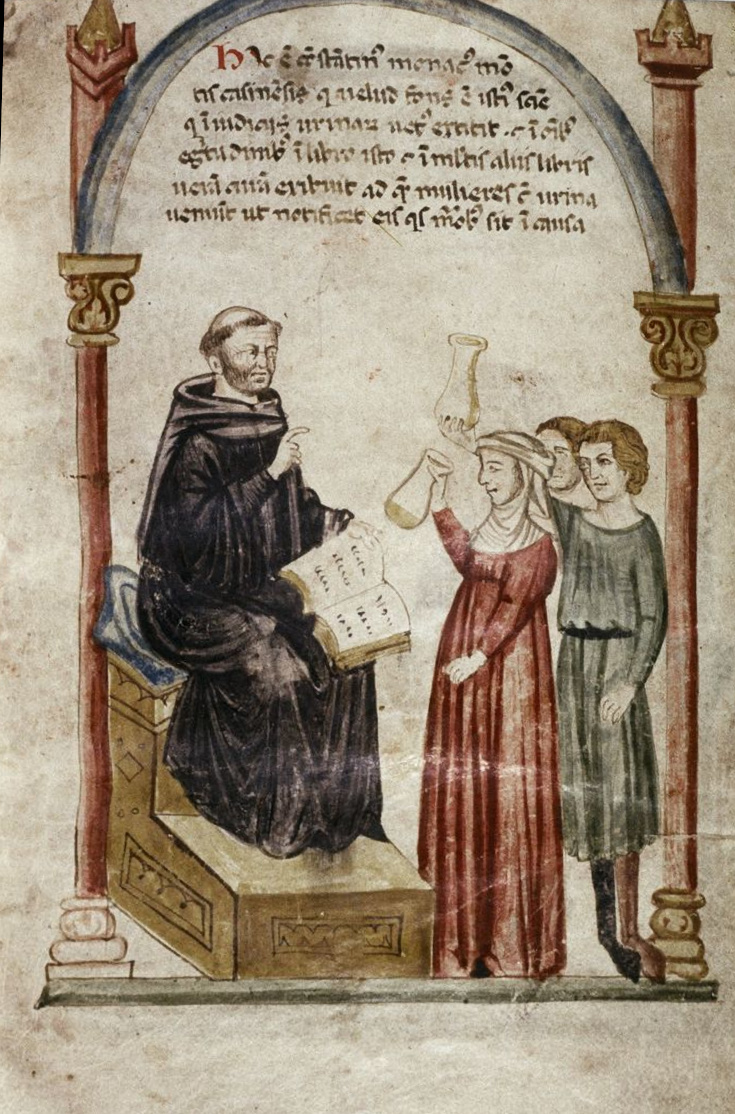
Константин Африканский исследует мочу пациентов

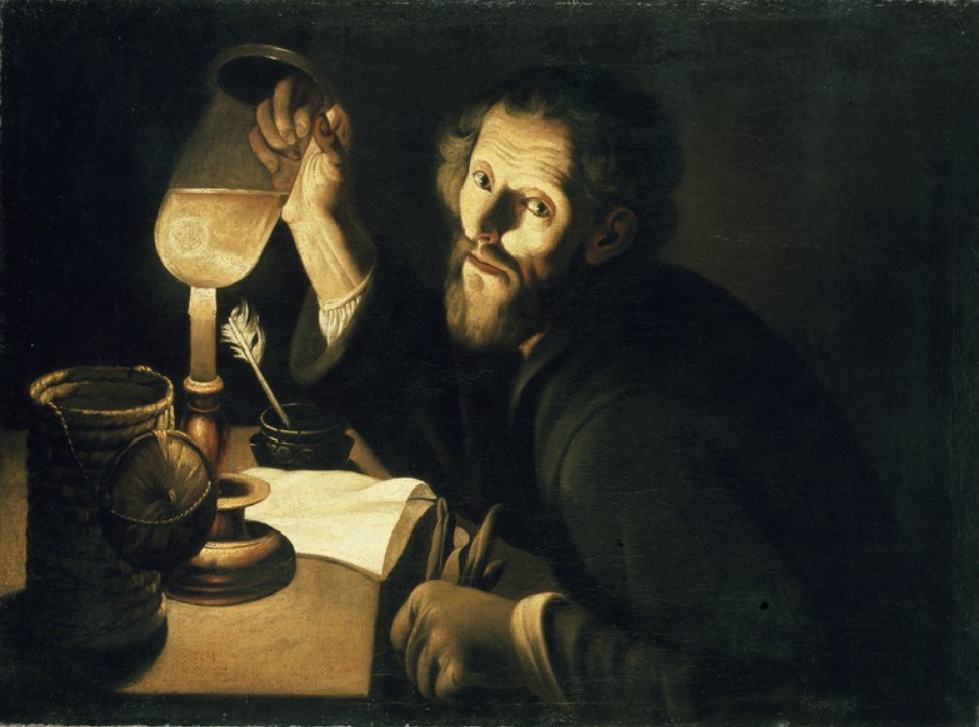
Мастер света свечи. Врач, изучающий мочу, I половина XVII века

## Общие сведения
Моча — биологическая жидкость, в составе которой из организма выводятся продукты обмена веществ. Моча образуется путём фильтрования плазмы крови в капиллярных клубочках и обратного всасывания (реабсорбции) большинства растворенных в ней веществ и воды в канальцах первого порядка (проксимальных) и секреции в канальцах второго порядка (дистальных).
Состав мочи коррелирует с составом крови, отражает работу почек, а также состояние мочевых путей.
Диурез — выделение мочи за единицу времени. Различают суточный, дневной и ночной диурез.

## Правила сбора мочи

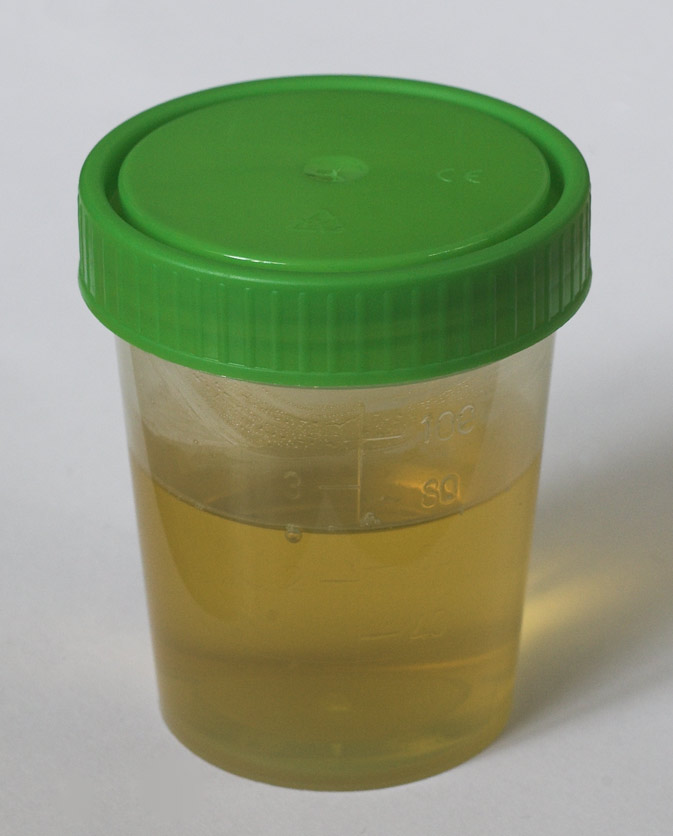
Контейнер с мочой.

Для анализа следует использовать утреннюю мочу, которая в течение ночи собирается в мочевом пузыре, что позволяет исследуемые параметры считать объективными. Перед сбором обязательно следует сначала промыть половые органы, затем сделать их тщательный туалет. Для сбора предпочтительно использовать промышленно произведенные стерильные контейнеры для биопроб, которые можно приобрести в аптеке. Для анализа собирается обычная утренняя моча (не только средняя порция). Анализ должен быть выполнен в течение 1,5 часов после сбора мочи.
Перед сбором мочи на анализ ограничивается применение лекарственных препаратов, так как некоторые из них оказывают влияние на результаты биохимических исследований мочи.
Транспортировка мочи должна производиться только при положительной (плюсовой) температуре окружающей среды, в противном случае выпадающие в осадок соли могут быть интерпретированы как проявление почечной патологии либо совершенно затруднят процесс исследования. В случае, когда на исследование доставлена «перемороженная моча», анализ придётся собрать повторно.

## Основные показатели

### Органолептическое исследование

#### Количество
Суточный диурез колеблется в пределах 70—80 % всей употребленной воды, что соответствует 1,5—2 литрам при обычном питании.
- Полиурия — увеличение суточного диуреза.
Физиологическое состояние: приём большого количества жидкости, употребление продуктов, повышающих выделение мочи.
Патологическое состояние: нервное возбуждение, рассасывание отёков, транссудатов, экссудатов, постлихорадочные состояния, при сахарном и не сахарном диабете.
- Олигурия — уменьшение суточного диуреза до 500 мл[2].
Физиологическое состояние: ограниченный приём жидкости, усиленное потоотделение.
Патологическое состояние: диспепсические, лихорадочные состояния, заболевания сердца, острая печёночная недостаточность, нефросклероз, заболевания почек.
- Анурия — суточный диурез составляет не более 200 мл в сутки[2].
Патологическое состояние: острая почечная недостаточность, тяжелые нефриты, менингиты, отравления, закупорка мочевыводящих путей камнем, опухолью, спазм мочевыводящих путей.
- Поллакиурия — частое мочеиспускание.
Физиологическое состояние: прием большого количества жидкости, нервное возбуждение.
Патологическое состояние: воспаление мочевыводящих путей, простуда.
- Олакизурия — редкое мочеиспускание.
Патологическое состояние: нервно рефлекторные нарушения.
- Дизурия — болезненное мочеиспускание.
Патологическое состояние: вульвовагинит, уретрит и другие воспалительные заболевания мочевыводящей системы.
- Никтурия — превышение ночного диуреза над дневным.
Физиологическое состояние: у детей до года — двух лет.
Патологическое состояние: начальная стадия сердечной декомпенсации, циститы, цистопиелиты.
- Энурез — недержание мочи.
Физиологическое состояние: у детей ночные недержания мочи до года — двух лет.
Патологическое состояние: воспаление мочевых путей, судороги, тяжёлые лихорадочные состояния, заболевания ЦНС.

#### Цвет
Цвет мочи в норме колеблется от соломенного до насыщенного жёлтого, он определяется присутствием в ней красящих веществ — урохромов, концентрация которых в основном и определяет интенсивность окраски (уробилин, урозеин, уроэритрин). Насыщенный жёлтый цвет обычно указывает на относительную высокую плотность и концентрированность мочи. Бесцветная или бледная моча имеет низкую плотность и выделяется в большом количестве.
Изменение окраски мочи может быть связано с рядом патологических состояний. В зависимости от наличия в моче не встречающихся в норме пигментов, её цвет может быть синим, коричневым, красным, зелёным и пр.
Потемнение мочи до тёмно-бурого цвета характерно для больных с желтухой, чаще обтурационной или паренхиматозной, например при гепатите. Это связано с неспособностью печени разрушать весь мезобилиноген, который в большом количестве появляется в моче и, превращаясь на воздухе в уробилин, обусловливает её потемнение.
Красный или розово-красный цвет мочи, похожей на мясные помои, говорит о наличии в ней крови (макрогематурия); это может наблюдаться при гломерулонефрите и других патологических состояниях. Тёмно-красная моча бывает при гемоглобинурии вследствие переливания несовместимой крови, гемолитического криза, синдрома длительного сдавливания и др. Кроме того, красная моча бывает при порфирии. Чёрная окраска, появляющаяся при стоянии на воздухе, характерна для алкаптонурии. При большом содержании жира моча может напоминать разбавленное молоко. Серовато-белый цвет мочи может быть обусловлен присутствием в ней гноя (пиурия). Зелёный или синий цвет может отмечаться при усилении процессов гниения в кишечнике, когда в моче появляется большое количество индоксилсерных кислот, разлагающихся с образованием индиго; или вследствие введения в организм метиленового синего.
Другими причинами изменения окраски мочи является употребление некоторых продуктов питания и приём отдельных лекарственных препаратов. Например, красный цвет также может быть обусловлен свёклой, амидопирином, антипирином, сантонином, фенилином, большими дозами ацетилсалициловой кислоты. Морковь, рифампицин, фурагин, фурадонин могут обусловить оранжевый цвет, метронидазол — тёмно-коричневый.

#### Запах
- Запах ацетона — кетонурия
- Запах фекалий — инфекция кишечной палочкой
- Запах зловонный — свищ между мочевыми путями и гнойными полостями и (или) кишечником
- Запах потных ног — глутаровая ацидемия (тип II), изовалериановая ацидемия
- Мышиный (или затхлый) запах — фенилкетонурия
- Запах кленового сиропа — болезнь кленового сиропа
- Капустный запах (запах хмеля) — мальабсорбция метионина (болезнь хмелесушилки)[3]
- Запах гниющей рыбы — триметиламинурия
- Запах прогорклый рыбный — тирозинемия
- Запах плавательного бассейна — хокинсинурия
- Запах аммиака — цистит

#### Пенистость
При взбалтывании мочи на её поверхности образуется пена. У нормальной мочи она необильная, прозрачная и нестойкая. Присутствие в моче белка ведёт к образованию стойкой, обильной пены. У больных с желтухой пена, как правило, окрашена в жёлтый цвет.

#### Прозрачность
Моча в норме прозрачна. Помутнение может вызываться бактериями, клеточными элементами, солями, жиром, слизью. Причины помутнения, как правило, устанавливаются с помощью простых методик:
- При микроскопии осадка легко распознаются взвешенные в моче элементы;

Намного реже (вследствие грубости и приблизительности) используются химические способы идентификации взвеси, а именно:
- при нагревании или добавлении щёлочи исчезает мутность, вызванная уратами
  - при добавлении уксусной кислоты исчезает мутность, обусловленная выпадением фосфатов
  - при добавлении соляной — оксалатов. Если муть исчезает при добавлении спирта или диэтилового эфира, это может указывать на присутствие в моче жира.
- муть, связанная с наличием гноя, не исчезает ни от нагревания, ни от добавления кислот, а добавление щёлочи вызывает образование густой стекловидной массы.

### Физико-химическое исследование
- Плотность. В норме плотность мочи 1010—1024 г/л. Плотность может быть повышена при обезвоживании. Сниженная плотность может свидетельствовать о почечной недостаточности.

Повышение температуры в помещении приводит к повышению относительной плотности мочи.
Повышают относительную плотность: 1 % сахара в моче на 0,004; 3г\л белка в моче — на 0,001.
В норме относительная плотность мочи колеблется в течение дня, принимая утром максимальные значения, а вечером минимальные. Постоянная пониженная/повышенная относительная плотность в течение дня называется — ИЗО-гипо/гипер-СТЕНУРИЯ.
- Кислотность. Обычно показатель pH мочи колеблется от 5,0 до 7,0. Кислотность мочи сильно изменяется в зависимости от принимаемой пищи (например, приём растительной пищи обусловливает щелочную реакцию мочи), физической нагрузки и других физиологических и патологических факторов. Показатель кислотности мочи может служить диагностическим признаком.[4]

### Биохимическое исследование

#### Белок
Механизм, по которому белки попадают в мочу, до конца не выяснен. При образовании первичной мочи большие молекулы белков фильтруются клубочковым фильтром, маленькие же молекулы снова активно всасываются почечными канальцами. Моча здорового человека содержит очень малое количество белков, для которого нет чётко определённой границы, нормальным считается содержание белка в моче в пределах 10—140 мг/л (1—14 мг/дл), а за сутки с мочой должно выводиться не более 100 мг. Увеличение же количества белков в моче может являться одним из первых признаков заболевания почек.
Клубочковая протеинурия наблюдается при увеличении проницаемости базальной мембраны клубочкового фильтра для относительно больших молекул белка, в результате чего в моче повышается количество альбумина. Канальцевая протенурия возникает при нарушении реабсорбции низкомолекулярных белков эпителием канальцев с повышением в моче количества микроглобулина бета-2 при нормальном или слегка повышенном уровне альбумина.
Клубочковая протеинурия бывает при первичных и вторичных гломерулонефритах, хронической болезни почек, диабетической нефропатии, гестозе, амилоидозе почек и гипертонии. Канальцевая протеинурия может быть обусловлена интерстициальным нефритом, токсическим повреждением канальцевого эпителия, а также возникать при наследственно обусловленных тубулопатиях. Канальцевая протеинурия может также возникнуть при голодании более двух недель, предположительно, из-за дефицита калия. При диабете постоянная протеинурия может указывать на диабетический гломерулосклероз, появляющийся обычно через 2—3 года после обнаружения диабетической ретинопатии. Кроме того, появление белка в моче может происходить при воспалительных процессах из-за инфекций мочевыделительной системы с явно выраженными симптомами. Альбумин может попадать в мочу при цистите, а преобладание канальцевой протеиноурии наблюдается на фоне инфекций верхней части мочевыделительной системы, в частности, при пиелонефрите. При гематурии в моче могут обнаруживаться высокомолекулярные белки. При бессимптомной же инфекции белки в моче обычно не обнаруживаются.
Также белок в моче может присутствовать при лихорадке. Кратковременные эпизоды незначительной протеинурии могут проявляться при интенсивной физической нагрузке, изолированной ортостатической протеинурии при стоячем положении, обычно из-за сдавления левой почечной вены, при перегревании или переохлаждении организма. Интенсивные физические нагрузки приводят и к другим отклонения в моче, которые в совокупности могут указывать на потенциальную возможность развития острой почечной недостаточности, если нагрузки будут продолжаться.
Сама по себе протеинурия является предиктором других заболеваний, может вызывать воспалительные процессы, окислительный стресс, приводит к прогрессированию хронического заболевания почек. Альбуминурия также повышает риск развития сердечной недостаточности, а среди больных встречается примерно в 30 % случаев.
Стандартным способом тестирования, вытеснившим методы осаждения белков мочи в большинстве регионов мира, являются тест-полоски для анализа мочи, которые основываются на способности белков изменять цвет некоторых кислотно-основных индикаторов при неизменном pH. К таким веществам, например, относится бромфеноловый синий, который должен изменять цвет при pH = 4, но в присутствие белков меняет цвет с жёлтого на синий при pH = 3, что соответствует уровню, при котором проводится анализ мочи. Также тест-полоски позволяют узнать приблизительное количество белков в моче. Хотя некоторые исследования показывают, что они не могут служить надёжным методом определения протеиноурии, тест-полоски дают удовлетворительные результаты для своей специфики и способы определить наличие протеинурии при концентрации альбумина порядка 100—200 мг/л (10—20 мг/дл).
Поскольку протеиноурия может указывать на достаточно серьёзные заболевания, то в случае положительного результата анализа с использованием тест-полосок, может осуществляться дальнейшее дополнительное исследование с использованием количественных методов измерения белков в моче, которые включают в себя метод Лоури и методы с использованием трихлоруксусной кислоты, сульфосалициловой кислоты, кумасси синего или пирогаллолового красного. В клиниках часто применяется определение количества белка с использованием пирогаллолового красного, поскольку метод обладает высокой чувствительностью и точностью. Схожие результаты также может давать анализ на основе бицинхониновой кислоты, при условии, что из мочи предварительно убираются другие взаимодействующие компоненты.

#### Кетоновые тела
Кетоновые тела являются продуктом метаболизма жиров (кетогенеза) и включают в себя бета-гидроксимасляную кислоту, ацетоуксусную кислоту и ацетон. Для организма кетоновые кислоты являются источником энергии и в нормальных условиях успевают перерабатываться, поэтому уровень концентрации в крови и моче поддерживается минимальный. В утренней моче количество кетоновых тел обычно незначительно. Появление повышенного количества кетоновых тел в моче и в крови является результатом ускоренного жирового обмена или низкого уровня метаболизма углеводов. В поддающихся измерениям величинах они обнаруживаются при концентрации в крови, превышающей 0,1—0,2 ммоль/л. Нормальной концентрацией в моче считается менее 0,3 мг/дл (0,05 ммоль/л). При большом количестве кетоновых тел у мочи может появиться фруктовый запах.
Кетонурия может наблюдаться при диабетическом кетоацитозе, при ограничениях в еде или голодании, при лихорадке из-за инфекционного процесса, на фоне алкоголизма, а также на фоне длительных тяжёлых физических нагрузок. Кетоновые тела в моче могут обнаруживаться на третьем семестре беременности, при схватках и родах, в послеродовом периоде, а иногда и в период грудного вскармливания. У новорождённых тоже может наблюдаться повышенное образование кетоновых тел, приводящее к кетонурии. У здоровых людей кетоновые тела в моче обнаруживаются лишь примерно в 1 % случаев.
Клинические тесты обычно определяют уровень ацетоуксусной кислоты в моче, а термин «ацетон», которым часто называют тестирование на кетоновые тела, устарел. Сравнения тестов, учитывающих ацетон и не учитывающих его, показали, что значимо он не влияет на результаты тестов. В тестах обычно используется нитропруссидная реакция, при которой нитропруссид натрия реагирует с ацетоуксусной кислотой из мочи в специально подготовленной среде и даёт окраску, по которой можно определить наличие или условное количество кетоновых тел в моче. При этом результаты тестов сильно зависят от свежести собранной мочи, поскольку ацетоуксусная кислота быстро преобразуется в ацетон, а бактерии, рост которых может происходить в моче, если они в ней присутствуют, могут активно перерабатывать ацетоуксусную кислоту.

### Микроскопическое исследование
Организованный осадок
В моче может обнаруживаться:

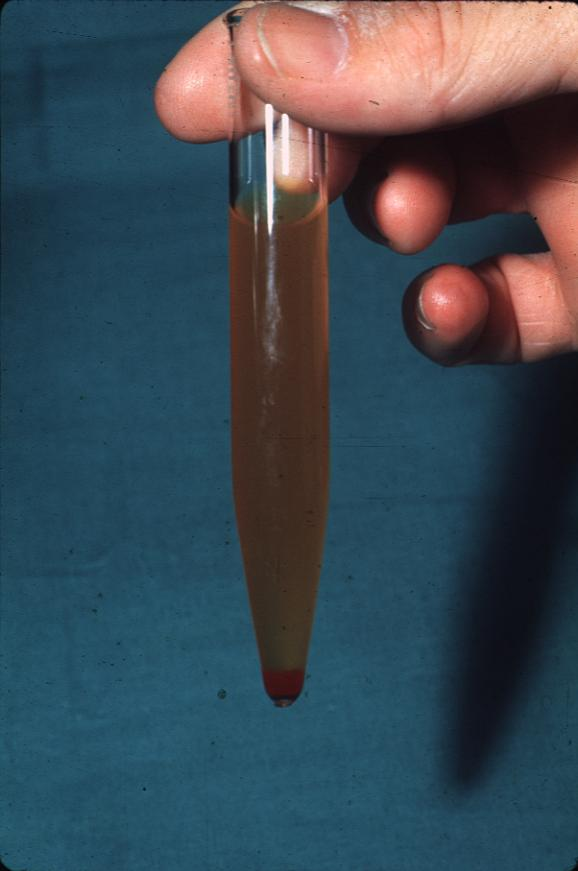
Образец в центрифужной пробирке

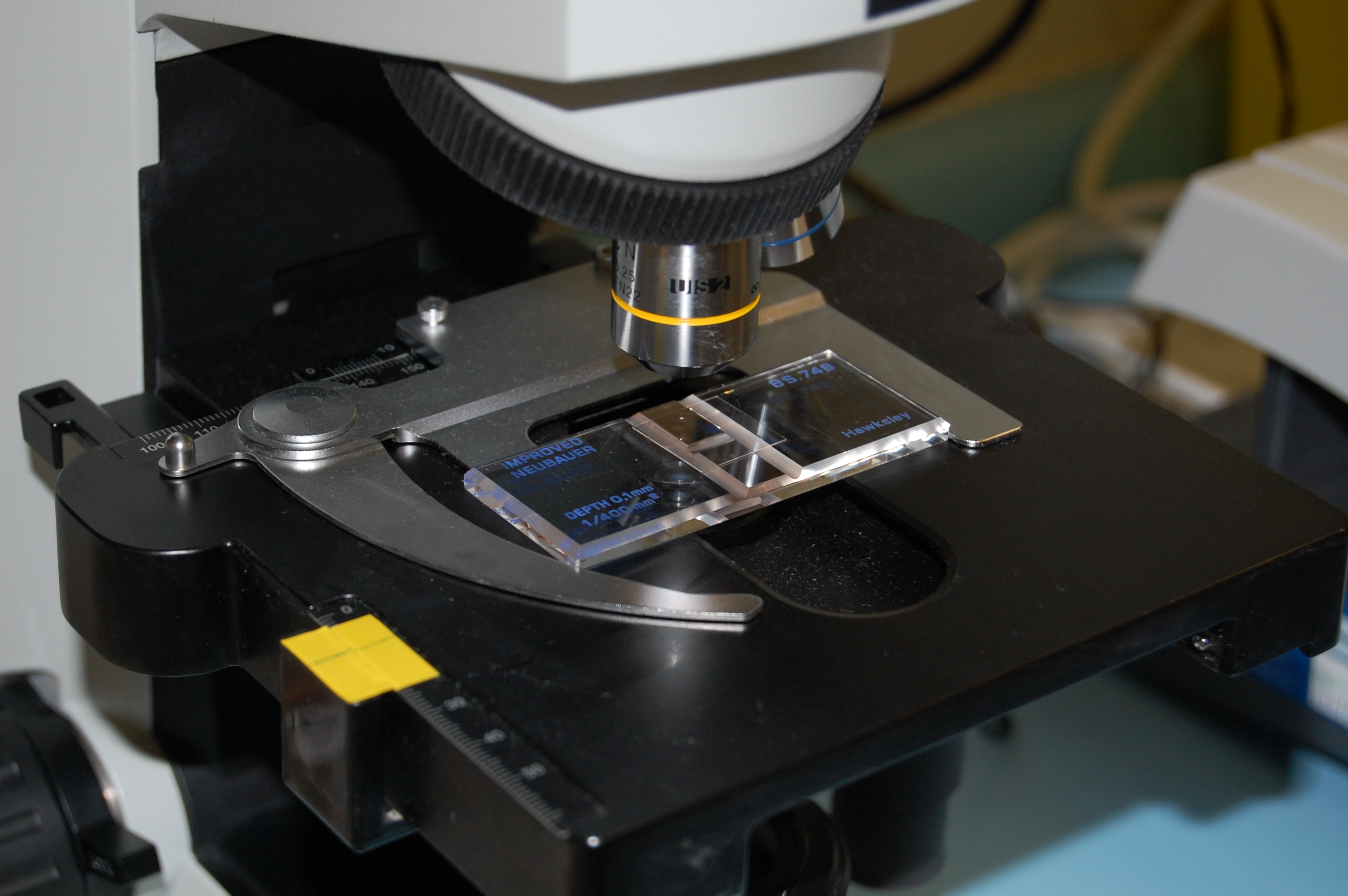
Микроскопия осадка

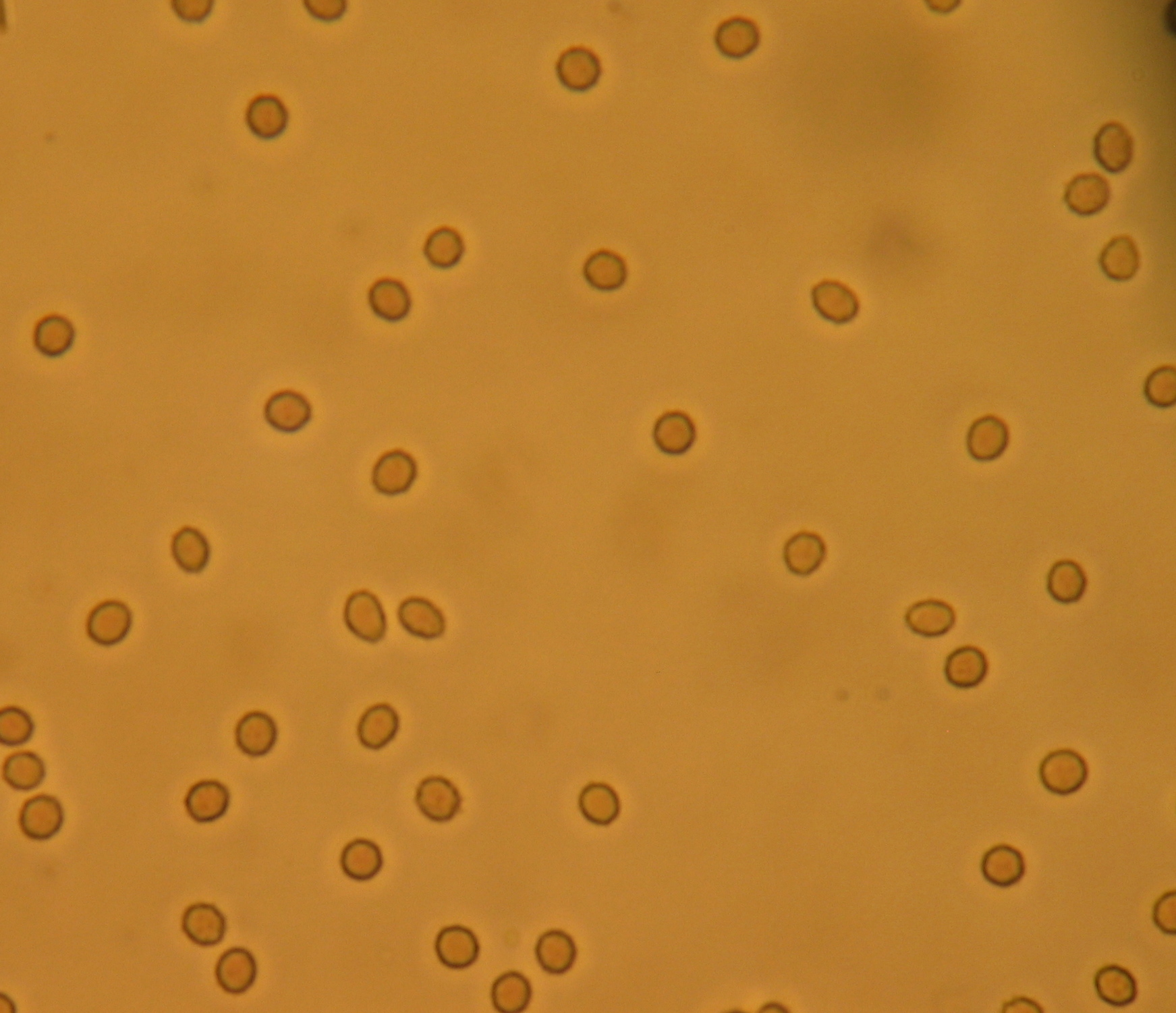
Изменённые эритроциты

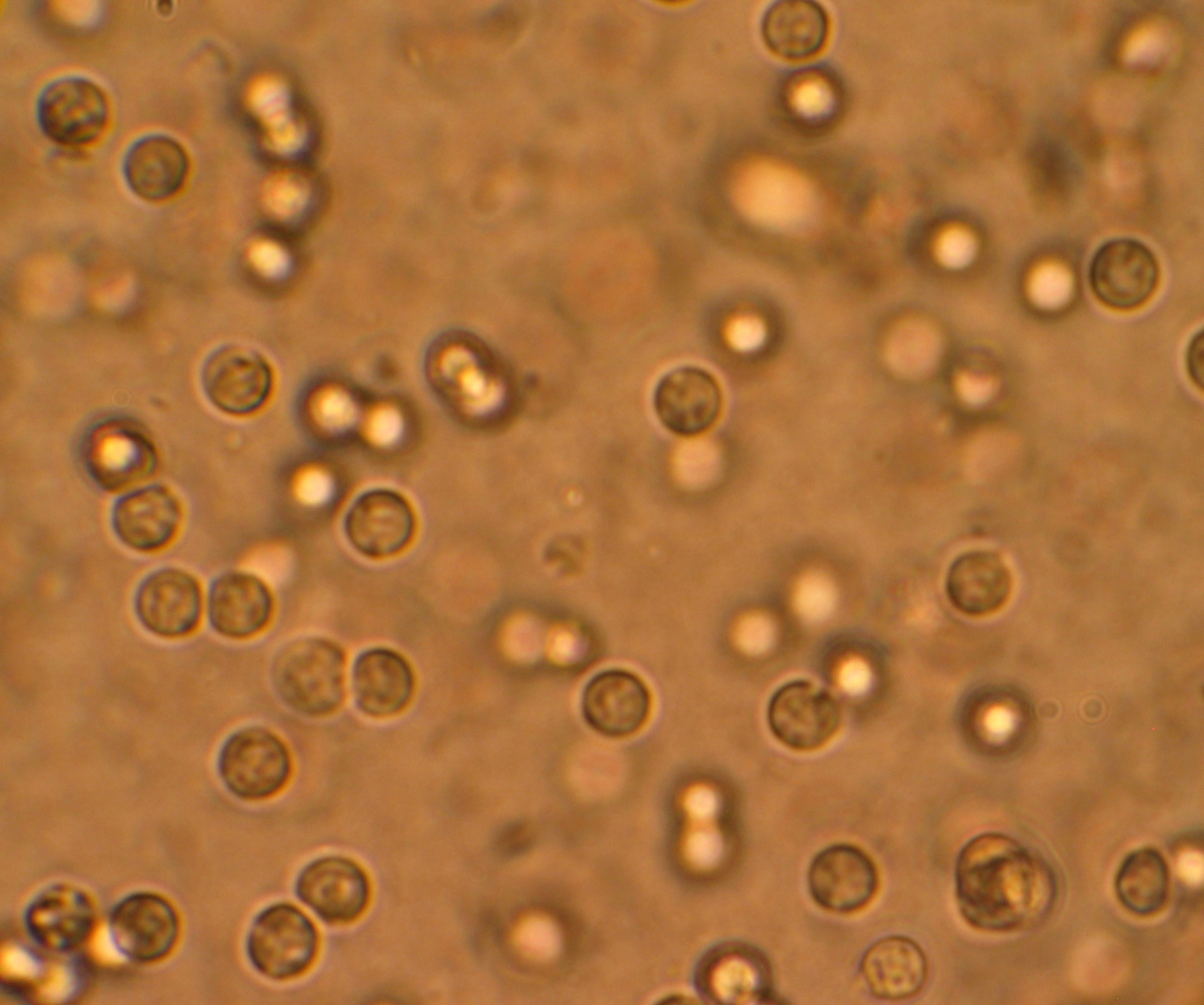
Лейкоциты

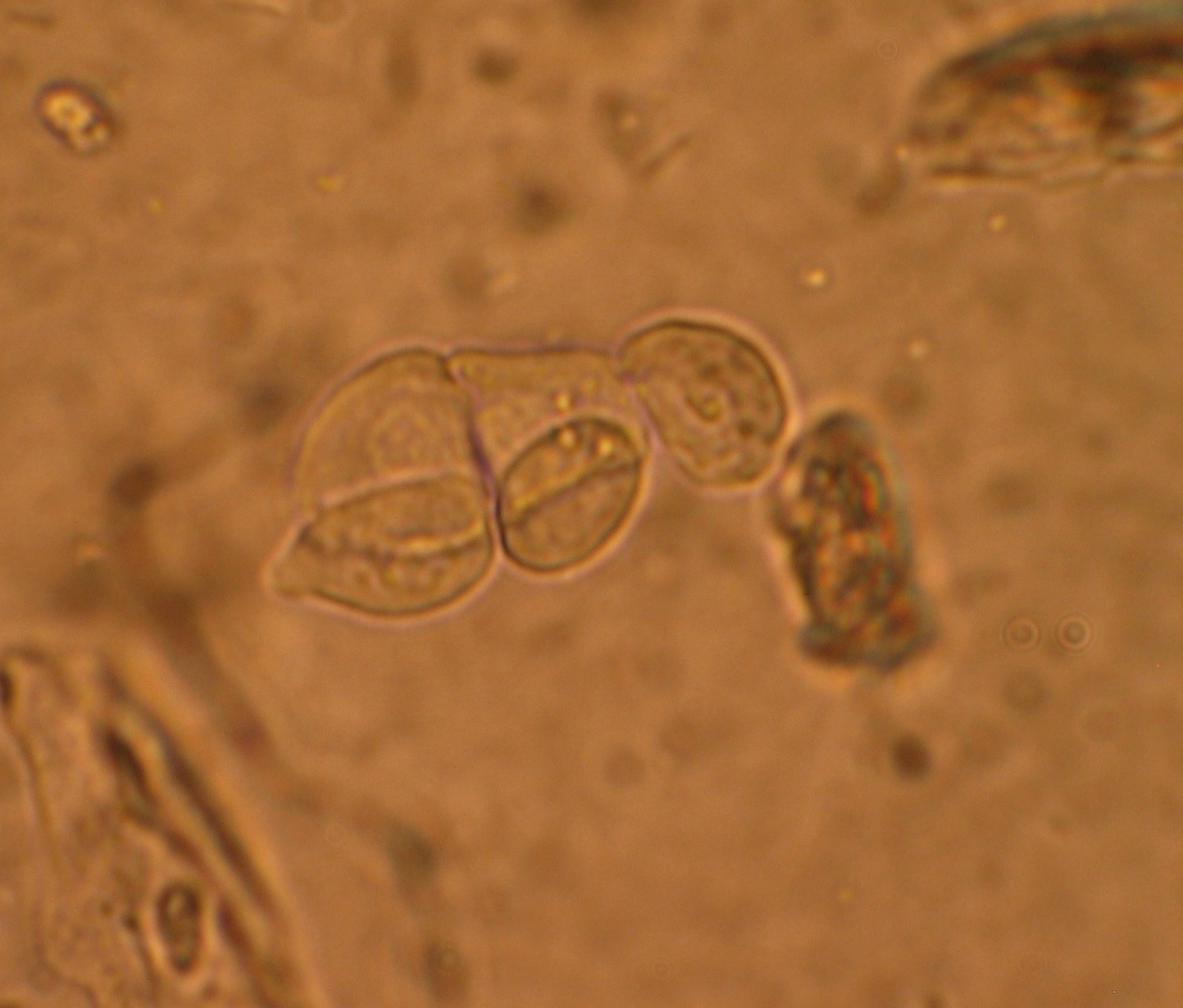
Эпителий

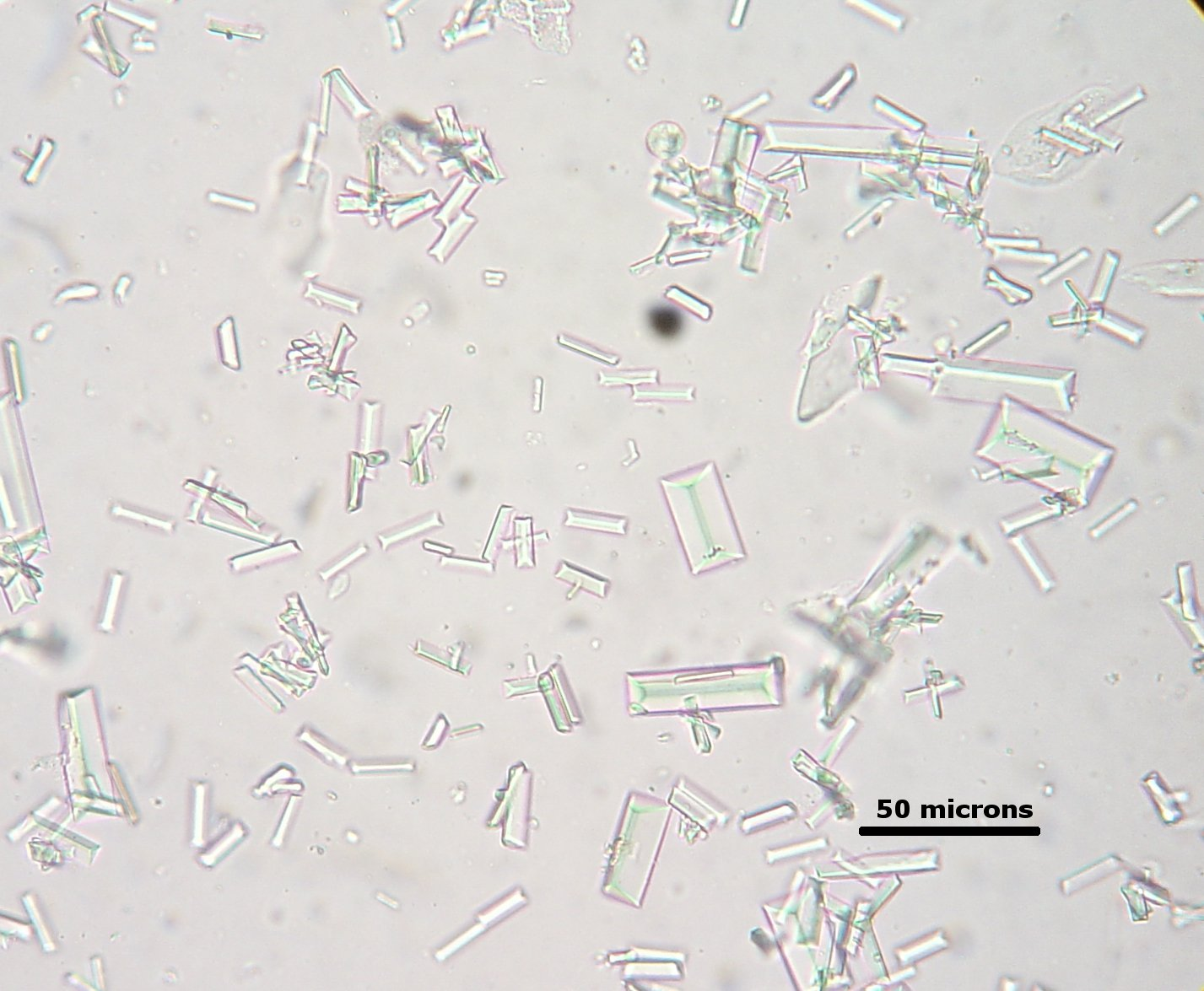
Фосфаты — кристаллы в мочевом осадке.

- плоский эпителий (клетки верхнего слоя мочевого пузыря) в норме единичный в поле зрения, если же его количество увеличено — это может говорить о цистите, дисметаболической нефропатии, лекарственной нефропатии.
- Цилиндрический, или кубический эпителий (клетки мочевых канальцев, лоханки, мочеточника). В норме — не обнаруживается, появляется при воспалительных заболеваниях. Так же переходный эпителий — выстилает мочевыводящие пути, мочевой пузырь. Наблюдается при циститах, уретритах и других воспалительных заболеваниях мочевыделительной системы.
- Эритроциты. Повышенное содержание эритроцитов в моче, называемое микрогематурией в случае небольшого количества эритроцитов и макрогематурией в случае их значительного содержания, является патологией, указывающей на заболевание почек или мочевого пузыря, либо на кровотечение в какой-то части мочевыделительной системы. В норме у женщин — единично в препарате, у мужчин — нет.

Эритроциты могут быть неизмененные, то есть содержащие гемоглобин, и измененные, свободные от гемоглобина, бесцветные, в виде одноконтурных или двухконтурных колец. Такие эритроциты встречаются в моче низкой относительной плотности. В моче высокой относительной плотности эритроциты сморщиваются.
- Лейкоциты. Повышенное содержание лейкоцитов в моче называется лейкоцитурией[29]. Оно указывает на воспалительный процесс. В норме у мужчин 1—2, а у женщин — до 2 лейкоцитов в поле зрения.
  - Лейкоцитурия — до 20 в поле зрения, макроскопически моча не изменена.
  - Пиурия — более 60 в поле зрения, при этом макроскопически моча мутная, желто-зелёная с гнилостным запахом.

Неорганизованный осадок
В кислой моче встречаются:
- Мочевая кислота — кристаллы разнообразной формы (ромбической, шестигранной, в виде бочонков, брусков и другие), окрашенные в янтарный, красно-бурый или желтовато-бурый цвет, часто прокрашиваются посторонними веществами. Макроскопически кристаллы в осадке мочи имеют вид золотистого песка.
- Ураты — аморфные мочекислые соли — мелкие желтоватые, часто склеенные группами зернышки. Макроскопически ураты имеют вид плотного кирпично-розового осадка.
- Оксалаты — бесцветные, сильно преломляющие свет кристаллы оксалата кальция в форме почтовых конвертов — октаэдров.
- Сернокислая известь — тонкие, бесцветные иглы, образующие вееры, розетки — кристаллы сульфата кальция.

В щелочной и нейтральной моче встречаются:
- Фосфаты — аморфные массы солей сероватого цвета (мелкозернистые). Микроскопически — осадок белого цвета.
- Трипельфосфаты — бесцветные яркие кристаллы в виде гробовых крышек или длинных призм.
- Биурат аммония, или кислый мочекислый аммоний (по русской химической классификации) — жёлтые или коричневые, или фиолетовые непрозрачные шары с шипами на поверхности, часто образующие сростки.

Цилиндрурия
- Гиалиновые цилиндры — мукопротеин Тамма — Хорсфалла, продуцируемый клетками канальцев и свернувшийся в их просвете. В норме — единичные. Появляются при физической нагрузке, лихорадке, ортостатической протеинурии, нефротическом синдроме, различных заболеваниях почек.
- Зернистые цилиндры — перерожденные и разрушенные клетки почечных канальцев на гиалиновых цилиндрах или агрегированных сывороточных белках. Появляются при тяжелых дегенеративных поражениях канальцев.
- Восковые цилиндры — белок, свернувшийся в канальцах с широким просветом. Появляются при поражении эпителия канальцев, чаще хронических, нефротическом синдроме.
- Эпителиальные цилиндры — слущенный эпителий почечных канальцев. Появляются при тяжелых дегенеративных изменениях канальцев при гломерулонефрите, нефротическом синдроме.
- Эритроцитарные цилиндры — эритроциты, наслоившиеся на цилиндры, чаще гиалиновые. Появляются при почечном генезе гематурии.
- Лейкоцитарные цилиндры — лейкоциты, наслоившиеся на цилиндры или удлиненные конгломераты из лейкоцитов с фибрином и слизью. Появляются при почечном генезе лейкоцитурии.